# Atimonan
Atimonan es un municipio filipino de primera clase, perteneciente a la provincia de Quezon, en la región de Calabarzon.

## Toponimia
El lugar puede aparecer referido como «Atimonan» y «Altimonan».

## Historia
Hacia mediados del siglo XIX, el lugar, ya por entonces perteneciente a la provincia de Tayabas, tenía contabilizada una población de 5700 habitantes, repartidos en 950 casas. Aparece descrito en el primer volumen del Diccionario geográfico, estadístico, histórico de las Islas Filipinas (1850) de Manuel Buzeta Núñez y Felipe Bravo con las siguientes palabras:

ATIMONAN ó ALTIMONAN: pueblo con cura y gobernadorcillo, en la isla de Luzon, prov. de Tayabas, dióc. de Nueva-Cáceres: sit. en los 125° 28' long., 13° 59' lat., en la playa de la bahía de Lamon, y entre dos pequeños r. que, corriendo de S. O. á N. E., desagua en la misma; en terreno llano y demasiado espuesto á los vientos del N. E.; clima templado y saludable. Tiene con sus diferentes anejos como unas 950 casas, en general de sencilla construccion, distinguiéndose entre ellas la casa parroquial y la llamada tribunal; hay cárcel, y escuela de primeras letras dotada de los fondos de comunidad, á la cual concuren varios alumnos, é igl. parr. servida por un cura regular. Comunícase por medio de buenos caminos con Mauban, que se halla al N. O., distante como unas 6 leg., y con Gumaca al S. E. á 1 ½ leg.: no son tan cómodos el que dirige al S. O. para la cap. (Tayabas), que dista como unas 6 ½ leg., y otro al S. E. para comunicarse con los caseríos y bantays que tiene en la costa S. de la prov. Recibe el correo semanal establecido en la isla. El terreno es bastante fértil; aunque es de corta estension el reducido á cultivo; este se halla junto al pueblo, regado por varios pequeños r., que se precipitan de las vertientes del N. E. de los montes, que partiendo del encumbrado pico Banajao, recorren de O. N. O., á E. S. E. la prov. En estos montse hay espesísimos bosques donde se crian buenas maderas de construccion, y mucha caza mayor y menor. El term. confina por N. E. y E. con la bahía de Lamon; por S. E. con Gumaca; por S. con el mar que azota la costa S. de la prov.; por O. con Pagbilao, y por N. O. con Mauban. Las principales producciones son arroz, maiz, caña dulce, mangas, cocos, abacá, ajonjolí y añil. Los habitates se ocupan en la agricultura, beneficio de sus productos, la pesca y la fábrica de telas ordinarias para el consumo de sus hab. pobl. 5,700 alm., 1,452 trib., que ascienden á 14,520 rs. plata, equivalentes á 36,300 rs. vn.
(Buzeta y Bravo, 1850, p. 314)

En 2020, tenía censados 64 260 habitantes.